# Myślenicki
Myślenicki là một huyện thuộc tỉnh Małopolskie của Ba Lan. Huyện có diện tích 673 km². Đến ngày 1 tháng 1 năm 2011, dân số của huyện là 120903 người và mật độ 180 người/km².